# Aleksej Ivanov (activist)
Aleksej Ivanov (geboortedatum onbekend, deelrepubliek Komi, Rusland) is een mensenrechten- en taalactivist uit de Russische deelrepubliek Komi en is een etnische Komi, een volk dat taalkundig en cultureel verwant is met onder andere de Finnen en de Esten. Hij ondersteunt de Russische oppositieleider Aleksej Navalny. Hoewel Navalny zich in het verleden negatief heeft uitgelaten over rechten voor Russische minderheden, is Navalny volgens Ivanov ‘[…] naar mijn mening de enige persoon die in Rusland iets kan veranderen. Hij komt daarvoor het meest in aanmerking. Met hem over talen samenzitten zal pas kunnen als er in Rusland eerlijke verkiezingen komen’.
In 2018 werd hij voor de eerste keer opgepakt toen hij vóór de Russische presidentverkiezingen in Syktyvkar, de hoofdstad van de deelrepubliek Komi, pamfletten uitdeelde om kiezers aan te sporen niet op Vladimir Poetin te stemmen. Ondanks dat dat niet verboden is, werd hij wegens ‘ongehoorzaamheid’ opgepakt. Op het politiekantoor werd hij ondervraagd vervolgens door agenten die geen Komi spraken en hoewel Ivanov vloeiend Russisch spreekt, weigerde hij Russisch te spreken. Daardoor moest het verhoor met een tolk worden voortgezet. Bovendien weigerde hij documenten in te vullen omdat die in het Russisch waren opgesteld, en niet het Komi zoals dat volgens de plaatselijke wetgeving dient te gebeuren voor sprekers van het Komi. Later in het verhoor weigerde hij zijn zakken leeg te maken voordat hij met zijn advocaat had kunnen spreken. Daarbij werd hij geconfronteerd met politiegeweld. Na twee dagen opsluiting werd hij voor de rechter gebracht waarbij de Russische politie hem van ‘gewelddadig gedrag’ en ‘weerspannigheid’ probeerde te beschuldigen, wat video-opnames van het verhoor en Ivanovs rustige gedrag tegenspraken. Hij werd tot twee dagen gevangenisstraf veroordeeld, maar aangezien hij die al vóór de rechtszaak had uitgezeten, werd hij na de zitting vrijgelaten.

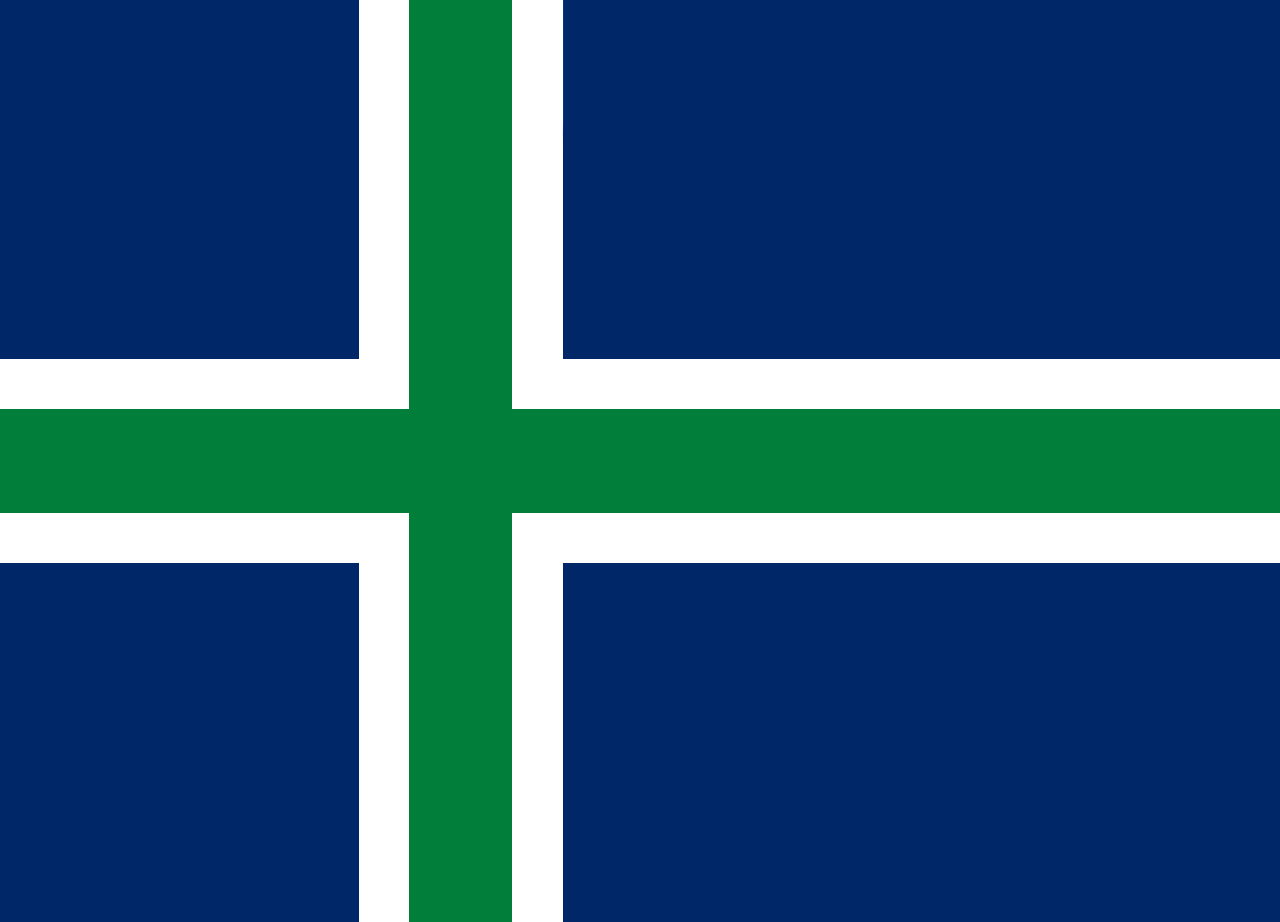
Vlag van Republiek Komi met het Scandinavisch kruis

In 2021 haalde een van zijn protestacties de internationale media. Dat gebeurde naar aanleiding van zijn arrestatie toen hij in Syktyvkar een verboden betoging bijwoonde ter ondersteuning van de inmiddels opgesloten Aleksej Navalny. In de rechtszaal weigerde hij vervolgens de rechter in het Russisch te antwoorden door erop te wijzen dat hij als etnische Komi het recht had in zijn eigen taal te worden berecht waarop de rechter hem sterk onder druk zette om toch Russisch te spreken. Zo noemde de rechter de hele situatie een 'circus', maar ze liet uiteindelijk toch een tolk komen. Een ander opvallend element bij deze actie was dat Aleksej Ivanov protesteerde met een gewijzigd ontwerp van de vlag van de deelrepubliek Komi. Waar de officiële vlag van de deelrepubliek uit drie horizontale banden bestaat, heeft het gewijzigde ontwerp een Scandinavisch kruis waarmee de taalkundig-culturele verbondenheid met Finland en Scandinavië wordt benadrukt. Die vlag kreeg overigens voor de eerste keer grotere bekendheid tijdens de protesten tegen een stortplaats in Shiyes, in de oblast Archangelsk.  
In 2022 protesteerde hij op 24 februari ook tegen de Russische invasie in Oekraïne, maar moest kort daarna het land verlaten omdat hij dreigde te worden opgepakt. In juni 2022 raakte bovendien bekend dat de Russische autoriteiten hem op de Russische federale lijst met gezochte personen had geplaatst .